# از دست دادن تنوع زیستی

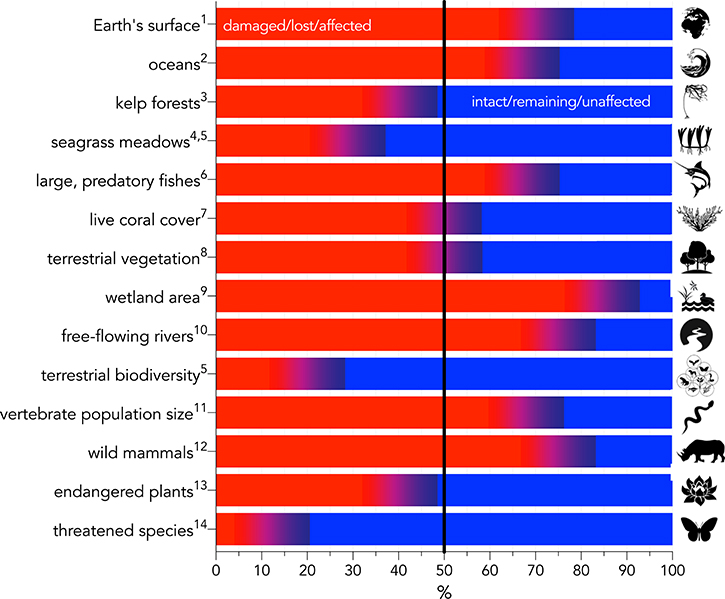
چکیده‌ای از دسته‌بندی‌های عمده تغییرهای محیطی مرتبط با تنوع زیستی که به صورت درصدی از تغییرات انسان‌محور (به رنگ قرمز) نسبت به خط پایه (آبی) بیان شده‌است.

از دست دادن تنوع زیستی (به انگلیسی: Biodiversity loss) شامل انقراض گونه‌های مختلف در سراسر جهان و همچنین کاهش یا از بین رفتن محلی گونه‌ها در یک زیستگاه خاص و در نتیجه از بین رفتن تنوع زیستی است. پدیده دوم می‌تواند موقت یا دائمی باشد، بسته به این که آیا دگرگونی زیست‌محیطی که منجر به از دست دادن می‌شود، از طریق بازسازی بوم‌شناختی / تاب‌آوری زیست‌محیطی قابل برگشت باشد یا به‌طور مؤثر دائمی باشد (مثلاً از طریق از دست دادن سرزمین). انقراض جهانی کنونی (که اغلب ششمین انقراض دسته‌جمعی یا انقراض آنتروپوسن نامیده می‌شود)، منجر به بحران تنوع زیستی ناشی از فعالیت‌های انسانی شده‌است که فراتر از مرزهای سیاره‌ای است و تا کنون ثابت شده‌است که غیر قابل برگشت است.

اینفوگرافیک رابطه بین تنوع زیستی و غذا

## دلیل‌ها
- تغییر کاربری زمین
- آلودگی
  - آلودگی هوا
  - آلودگی صوتی
- گونه‌های مهاجم
- بهره‌برداری بی‌رویه
  - ماهیگیری بی‌رویه
- تغییر آب و هوا

### دلایل عمده
1. از دست دادن و دگرگونی زیستگاه
تشدید کاربری زمین (و پیامد آن از دست دادن سرزمین / از دست دادن زیستگاه) به عنوان یک عامل مهم در از دست دادن خدمات بوم‌شناختی به دلیل اثرات مستقیم و همچنین از دست دادن تنوع زیستی شناسایی شده‌است.[۴]
2. تغییر اقلیم از طریق تنش گرمایی و تنش خشکی
3. بار بیش از اندازه مواد مغذی و سایر اشکال آلودگی
4. بهره‌برداری بی‌رویه و استفاده ناپایدار (مثلاً روش‌های ماهیگیری ناپایدار) ما در حال حاضر ۲۵ درصد بیشتر از سیاره زمین از منابع طبیعی استفاده می‌کنیم.[نیازمند شفاف‌سازی]
5. درگیری‌های مسلحانه که معیشت و نهادهای انسانی را مختل می‌کند، به از دست رفتن زیستگاه کمک می‌کند و بهره‌برداری بی‌رویه از گونه‌های با ارزش اقتصادی را تشدید می‌کند که منجر به کاهش جمعیت و انقراض محلی می‌شود.[۵]
6. گونه‌های بیگانه مهاجمی که به‌طور مؤثر برای جانشینی گونه‌های بومی رقابت می‌کنند.[۶]
7. افزایش شدید جمعیت انسان به شدت بر توانایی زمین برای تأمین منابع کافی برای همه شکل‌های زندگی تأثیر گذاشته‌است.[۷] گزارش‌های اخیر فهرست سرخ IUCN نشان می‌دهد که در حال حاضر ۴۱ درصد از دوزیستان، ۱۴ درصد از پرندگان و ۲۶ درصد از گونه‌های پستانداران در معرض انقراض هستند.[۸]
8. گسستگی زیستگاه برای مصارف تجاری و کشاورزی (به ویژه کشاورزی تک‌کشتی).[۹]

## انواع از دست دادن
- ز دست دادن بی‌مهرگان زمینی
- از دست دادن پرندگان
- از بین رفتن گونه‌های آب شیرین
- از دست دادن غنای گونه‌های بومی
- از دست دادن غنای گونه‌های دریایی